# André Berry
Pour les articles homonymes, voir Berry (homonymie).
André Berry est un écrivain et poète français né à Bordeaux le 1er août 1902 et mort à Paris 16e le 7 octobre 1986.

## Biographie
Fils d'un cadre de la Compagnie Transatlantique, il est issu d'une famille bordelaise du quartier des Chartrons par sa mère. Il fait ses études au lycée Rollin puis Condorcet. Licencié et diplômé d'études supérieures en anglais, il devient professeur et enseigne aux collèges de Calais (1922), d'Arras (1923), puis aux lycées Charlemagne (1926), Voltaire et Saint-Louis (1928-67) à Paris. En 1949, il soutient une thèse de doctorat ès lettres sur Pey de Garros (gascon).
Tout au long de sa vie, ce grand voyageur va publier une œuvre originale comprenant poésies, romans, traductions, etc. En 1982, à l'occasion de ses quatre-vingts ans, la ville de Bordeaux organise aux Archives municipales une importante exposition. Jacques Chaban-Delmas rend hommage à "Berry le Bordelais, Berry l'Aquitain, Berry le citoyen de l'univers" dans l'introduction. Il est candidat à l'Académie française le 25 janvier 1962 au fauteuil d’Émile Henriot (auquel Jean Guéhenno fut élu) et le 30 avril 1964 au fauteuil de Jean Cocteau (il obtint 6 voix contre 18 à Jacques Rueff).
Il écrit à propos de Quinsac, où il a passé son enfance : « Votre modeste cité, faisant de moi son citoyen d'honneur m'a fait un honneur et un plaisir très grands (...) tant il est vrai que le sol qu'ont foulé nos premiers pas reste pour chacun de nous un sol sacré, magique, dont les fleurs, dont les fruits ont plus de prix à nos yeux que toutes les autres fleurs, que tous les autres fruits. ». Il est enterré à Quinsac où la commune lui a érigé un buste en hommage.
Sous le pseudonyme de Alban Darbaud, il écrit des textes et nouvelles érotiques, dont Le Vagabond libertin, en 1957, publiés par les Éditions du Scorpion.

## Ouvrages
- Lais de Gascogne et d'artois, Jouve, 1925
- Chantefable de Murielle et d'Alain, Firmin-Didot, 1930
- Florilège des troubadours, Firmin-Didot, 1930
- La Corbeille de Ghislaine, Firmin-Didot, 1933
- Le Congé de jeunesse, Firmin-Didot, 1935
- Contes millesiens illustré par Joseph Hémard 1936
- Les Aïeux empaillés, Éditions de la Tournelle, 1938, réédité par Robert Laffont en 1944 et Henri Lefebvre en 1949
- Le silence sous les panonceaux, Firmin-Didot, 1941
- Les Esprits de Garonne, Julliard, 1941
- Les expériences amoureuses, tome 1, Denoël, 1946 (réédité par La Table ronde en 1963)
- Le Trésor des Lais, Julliard, 1946
- La course entre deux ports, Julliard, 1947
- Le puceau vagabond, Flammarion, 1947
- La bague de Jessica, Denoël, 1948
- Les amants de Quinsac, Julliard, 1949
- Les expériences amoureuses, tome 2, Denoël, 1950 (réédité par La Table ronde en 1964)
- Songe d'un païen moderne, Julliard, 1951
- Les Églogues de Pey de Garros, Privat, 1951
- L'Ancien d'Europe, Julliard, 1954
- Sonnets surréels, Éditions Rougerie, 1956
- Le légendier bordelais, Julliard, 1965
- Anthologie de la poésie occitane, Stock, 1970
- Pervigilium mortis (La Veillée de la mort), Firmin-Didot, 1976

## Distinctions
- De l'Académie française
  - 1926 : Prix Archon-Despérouses pour Lois de Gascogne et d’Artois
  - 1931 : Prix d’Académie pour Florilège des troubadours
  - 1934 : Prix Jules Davaine pour La corbeille de Ghislaine
  - 1942 : Prix d’Académie pour Les Esprits de Garonne
  - 1956 : Prix Durchon-Louvet pour Ensemble de son œuvre poétique
  - 1957 : Grand prix de poésie de l'Académie française pour Ensemble de son œuvre poétique
  - 1980 : Prix Langlois pour Anthologie de la poésie occitane
- Décorations[6]

- Officier de la Légion d'honneur[7]

- Officier de l'ordre des Arts et des Lettres
  - Chevalier en 1957[8]